# بيدرو هرنانديز (مبارز بالسيف)
بيدرو هرنانديز هو مبارز بالسيف كوبي، ولد في 19 مارس 1955.

## وصلات خارجية
- بيدرو هرنانديز على موقع أوليمبيديا (الإنجليزية)